# Arteria espinal posterior
La arteria espinal posterior es una arteria que se origina como rama colateral de la porción intracraneal de la arteria vertebral en el 25% de los casos, y en el 75% de la PICA (arteria cerebelosa inferior posterior).

## Trayecto
Nace de la arteria vertebral, adyacente al bulbo raquídeo, y a menudo en la arteria cerebelosa inferior posterior. Discurre posteriormente para descender sobre el bulbo junto al surco medio posterior, situada enfrente de las raíces posteriores de los nervios espinales. A lo largo de su trayecto es reforzada por una serie de ramas radiculares segmentarias, que entran en el conducto vertebral a través de los forámenes intervertebrales, formando un plexo denominado vasocorona. Las arterias espinales posteriores continúan como dos troncos principales descendiendo hasta la parte inferior de la médula espinal, y hacia la cola de caballo.
Ramas de las arterias espinales posteriores forman una anastomosis libre alrededor de las raíces posteriores de los nervios espinales, y se comunican, por medio de ramas transversas muy tortuosas, con los vasos del lado opuesto.
Cerca de su origen, cada arteria espinal posterior emite una rama ascendente, que termina ipsilateralmente cerca del cuarto ventrículo.

## Ramas
Presenta una rama ascendente para el cuarto ventrículo.